# Dmitri Matveyev
Dmitri Matveyev (Nizhni Nóvgorod, URSS, 2 de mayo de 1944) es un deportista soviético que compitió en piragüismo en la modalidad de aguas tranquilas. Ganó una medalla de oro en el Campeonato Mundial de Piragüismo de 1966, y una medalla de bronce en el Campeonato Europeo de Piragüismo de 1969.
Participó en los Juegos Olímpicos de México 1968, donde fue eliminado en las semifinales en la prueba de K4 1000 m.

## Palmarés internacional
| Campeonato Mundial | Campeonato Mundial    | Campeonato Mundial | Campeonato Mundial |
| Año                | Lugar                 | Medalla            | Evento             |
| ------------------ | --------------------- | ------------------ | ------------------ |
| 1966               | Berlín Oriental (RDA) | Medalla de oro     | K1 4 × 500 m       |
| Campeonato Europeo |                       |                    |                    |
| Año                | Lugar                 | Medalla            | Evento             |
| 1969               | Moscú (URSS)          | Medalla de bronce  | K4 1000 m          |